# Шахназаров, Михаил Хосроевич
Михаил Хосроевич Шахназаров (Мелик-Шахназаров, 1880, Шуша, Российская империя — 1968) — советский инженер-технолог, один из пионеров газовой промышленности и утилизации попутных нефтяных газов.  

## Биография
Шахназаров родился в 1880 году в городе Шуше. Его отец был военным, участвовал в обороне Севастополя.
В 1912 году завершил обучение в Петербургском технологическом институте.
В 1913–1920 годах работал помощником управляющего, а после и сам стал управляющим компаний связанных с нефтяной отраслью — АО «Арамазд» в Сабунчах, Азнефть.
В 1925 году построил три завода по производству газолина.
В 1928 году Шахназаров опубликовал свою книгу «Естественный газ, его добыча и утилизация». После отправился в США в командировку.
Вернувшись, в 1930 году Шахназаров занялся научно-преподавательской деятельностью, создав и возглавив на протяжении 30 лет кафедру по добыче, транспорту, использованию и утилизации газов в Бакинском политехническом институте.